# Baie Placide-Vigneau
La baie Placide-Vigneau est une baie au Canada. Elle est située dans la province de Québec, à l'est du pays, à 1 100 km au nord-est de la capitale, Ottawa.
Elle est nommée en l'honneur de l'auteur Placide Vigneau.